# Athetini
Athetini  (лат.) — триба коротконадкрылых жуков из подсемейства Aleocharinae, крупнейшая в её составе. Встречаются всесветно (включая Гренландию, где найдены Atheta groenlandica и Atheta islandica). 170 родов и несколько тысяч видов (более 1000 видов из крупнейшего рода Atheta).

## Описание
Виды Athetini отличаются следующими признаками: 1) формула лапок 4-5-5, 2) галеа и лациния длинные, 3) тазики средней пары ног разделённые, 4) мезовентральный выступ узкий, 5) развит атетиновый киль эдеагуса. Большинство видов свободноживущие, несколько — мирмекофилы и термитофилы.

## Систематика
Члены трибы Athetini более всего напоминают представителей триб алеохарин Lomechusini и Ecitocharini (последняя теперь синоним атетин) и составляют общую кладу алеохарин (ALE clade).
Проведённые в 2012 году молекулярно-генетические исследования (Elven et al., 2012) показали, что атетиновая подтриба Geostibina является сестринской к ‘true Lomechusini’. Две клады формируют сестринскую группу к главной кладе Athetini, которая также включает Ecitocharini (10 родов, неотропические мирмекофилы Eciton) и ‘false Lomechusini’ (группу американских родов обычно помещаемых в Lomechusini). Также были предложены такие изменения в систематике: (i) Geostibina Seevers, 1978 повышена до уровня трибы, и 13 родов из Athetini перемещены в Geostibini; (ii) Ecitodonia Seevers, 1965; Ecitopora Wasmann, 1887, и Tetradonia Wasmann, 1894 перенесены из Lomechusini в трибу Athetini; (iii) Ecitocharini Seevers, 1965 сведена в синонимы к трибе Athetini; (iv) Discerota Mulsant & Rey, 1874 предварительно включен в Oxypodini; (v) Actocharina Bernhauer, 1907 сведена в синонимы к Hydrosmecta Thomson, 1858.

### Список родов Athetini
- Acrotona Thomson, 1859 (A. brachyoptera, A. sphagnorum, A. subpygmaea)
- Actophylla Bernhauer, 1908
- Adota Casey
- Alevonota Thomson, 1856 (A. gracilenta)
- Alianta Thomson, 1858
- Aloconota Thomson, 1858
- Amischa Thomson, 1858
- Anopleta Mulsant & Rey, 1874
- Apalonia Casey, 1906
- Atheta Thomson, 1858
- Boreophilia
- Brundinia Tottenham, 1949
- Cadaverota Yosii & Sawada, 1976
- Callicerus Gravenhorst, 1802
- Coprothassa Thomson, 1859
- Dacrila Mulsant & Rey, 1874
- Dadobia Thomson, 1856
- Dilacra Thomson, 1858
- Dinaraea Thomson, 1858 (D. subdepressa)
- Disopora Thomson, 1859
- Dochmonota Thomson, 1859 (D. langori, D. simulans)
- Geostiba Thomson, 1858
- Goniusa
- Halobrecta Thomson, 1858
- Hydrosmecta Thomson, 1858
- Liogluta Thomson, 1858
- Lundbergia Muona, 1975
- Lyprocorrhe Thomson, 1859
- Nehemitropia Lohse, 1971
- Ousipalia Des Gozis, 1886
- Pachnida Mulsant & Rey, 1874
- Pachyatheta Munster, 1930
- Paragoniusa Maruyama and Klimaszewski, 2004 (P. myrmicae)
- Paraleptonia Klimaszewski in Klimaszewski and Winchester, 2002
- Parameotica Ganglbauer, 1895
- Paranopleta Brundin, 1954
- Philhygra Mulsant & Rey, 1873 (P. atypicalis, P. hygrotopora, P. larsoni, P. proterminalis, P. pseudolarsoni, P. terrestris)
- Pycnota Mulsant & Rey, 1874
- Schistoglossa Kraatz, 1856 (S. pelletieri)
- Seeversiella (S. globicollis)
- Thamiaraea Thomson, 1858 (T. claydeni, T. corverae)
- Tomoglossa Kraatz, 1856
- Trichiusa Casey, 1856 (T. hirsuta)
- Trichomicra Brundin, 1941
- Tropimenelytron Pace, 1983
- Другие роды

### Подтрибы
- Подтриба Acrotonina Seevers, 1978
  - Роды: Acrotona — Mocyta — Strigota
- Подтриба Coptotermoeciina Kistner & Pasteels 1970
  - Роды: Coptolimulus — Coptophilus — Coptotermoecia — Philobrunneus — Schedotermoecia
- Подтриба Dimetrotina Seevers 1978
  - Роды: Amischa — Anatheta — Canastota — Datomicra — Daya — Dimetrota — Fusalia — Pancota — Pseudota — Sableta — Synaptina
- Подтриба Geostibina
  - Роды: Anaduosternum — Asthenesita — Crephalia — Gaenima — Geostiba — Ousipalia — Sipaliella
- Подтриба Microceroxenina Kistner 1970
  - Роды: Microcerophilus — Microceroxenus
- Подтриба Nasutiphilina Kistner 1970
  - Род: Nasutiphilus
- Подтриба Termitotelina Kistner 1970
  - Роды: Neotermitotelus — Termitotelus
- Подтриба Schistogeniina Fenyes 1918
  - Род: Schistogenia
- Подтриба Oxypodinina Fenyes 1918
  - Род: Oxypodinus
- Подтриба Taxicerina Lohse 1989
  - Род: Taxicera
- Подтриба Thamiaraeina Fenyes 1921
  - Род: Mimacrotona — Thamiaraea